# Lake Norman of Catawba
Lake Norman of Catawba é uma Região censo-designada localizada no estado norte-americano de Carolina do Norte, no Condado de Catawba.

## Demografia
Segundo o censo norte-americano de 2000, a sua população era de 4744 habitantes.

## Geografia
De acordo com o United States Census Bureau tem uma área de
72,0 km², dos quais 49,5 km² cobertos por terra e 22,5 km² cobertos por água.

## Localidades na vizinhança
O diagrama seguinte representa as localidades num raio de 16 km ao redor de Lake Norman of Catawba.